# مصطفى كايا
مصطفى كايا (بالتركية: Mustafa Kaya)‏ هو مصارع رياضي تركي، ولد في 6 يونيو 1992 في توقاد في تركيا.

## وصلات خارجية
- مصطفى كايا على موقع قاعدة بيانات المصارعة الدولية (الإنجليزية)
- مصطفى كايا على موقع اللجنة الأولمبية الدولية (الإنجليزية)
- مصطفى كايا على موقع أوليمبيديا (الإنجليزية)